# California macrophylla
California es un género monotípico de plantas fanerógamas perteneciente a la familia Geraniaceae. Su única especie: California macrophylla es originaria  de Estados Unidos. Antes fue colocado en el género Erodium, pero fue situado después en un  género monotípico propio llamado California.

## Distribución y hábitat
Es originaria del suroeste de Estados Unidos y norte de México, donde crece en hábitats abiertos tales como pastizales y matorrales. Es una hierba anual que crece sólo con unos pocos centímetros de altura, formando una mancha de hojas ligeramente lobuladas, tanto en forma de riñón como redondeadas sobre largos y delgados pecíolos. La inflorescencia es una umbela de flores con pétalos de alrededor de un centímetro de largo y de color blanco, a menudo teñidos de color rosado o púrpura. La fruta tiene una base difusa y un largo estilo estrecho que puede alcanzar los 5 cm de longitud.

## Taxonomía
California macrophylla fue descrita por (Hook. & Arn.) Aldasoro, C.Navarro, P.Vargas, L.Sáez & Aedo y publicado en Anales del Jardín Botánico de Madrid 59(2): 213. 2002.
Sinonimia
- Erodium californicum Greene
- Erodium macrophyllum Hook. & Arn.
- Erodium macrophyllum var. californicum (Greene) Jeps.[4]